# Im stillen Ozean
Im stillen Ozean è un cortometraggio muto del 1917 scritto e diretto da Danny Kaden.

## Produzione
Il film fu prodotto dalla Deutsche Mutoskop und Biograph (DMB) di Berlino.

## Distribuzione
Distribuito dalla Deutsche Mutoskop und Biograph (DMB), il film - un cortometraggio in tre bobine - uscì nelle sale cinematografiche tedesche nel maggio 1917 con il visto di censura che ne vietava la visione ai minori.